# Bo Hanson
Boden Joseph „Bo” Hanson (ur. 7 sierpnia 1973 w Port Kembla) – australijski wioślarz. Trzykrotny medalista olimpijski.
Brał udział w czterech igrzyskach (IO 92, IO 96, IO 00, IO 04), na trzech zdobywał brązowe medale w różnych konkurencjach. W 1996 był trzeci w czwórce podwójnej, w 2000 w czwórce bez sternika, w 2004 w ósemce. Zdobył srebro mistrzostw świata w 1999 w czwórce bez sternika, w 1991 był wicemistrzem świata juniorów w tej konkurencji.